# 安迪·派提特
安祖魯·尤金·派提特（英語：Andrew Eugene Petitte，1972年6月15日—），前美國職棒大聯盟選手，守備位置為投手。生於美國路易西安那州巴吞魯日，曾效力於紐約洋基及休士頓太空人。

## 早年
他的父母有義大利及法國裔血統。高中就讀Deer Park高中。

## 職業生涯

### 小聯盟時期
在小聯盟，派提特113場先發，51勝22敗，防禦率2.49，有非常優異的表現。

### 紐約洋基
- 1996年入選明星賽，這一年拿下21勝，為聯盟的勝投王。賽揚獎票選排名第2名，和第1名相差6票。
- 1997年投了240+1⁄3局，為個人職業生涯最高。
- 2001年拿下美國聯盟冠軍賽MVP。
- 2003年以21勝，拿下最佳左投獎（英语：Warren Spahn Award）。

### 休士頓太空人
- 2003年11月6日宣布成為自由球員。12月16日和休士頓太空人簽下3年3,150萬美金的合約，和羅傑·克萊門斯一起加盟休士頓太空人[1]，背號改為21號，在該年被打擊率為0.226，但是因為受傷，3次進入傷兵名單（英语：Disabled list）（4月7日 - 4月29日、5月27日 - 6月28日、8月13日 - ）[2]。這一年只拿下6勝，個人連續2位數的勝投數在這年終止。
- 2005年派提特拿下17勝9敗，防禦率2.39的好成績，幫助球隊拿下國家聯盟冠軍並進入世界大賽，但由於打線表現不佳，最後球隊是以0：4輸給芝加哥白襪隊，無緣拿下世界大賽冠軍。
- 2006年拿下14勝13敗，為職業生涯到2006年為止，最多敗的1年。

### 紐約洋基（二次）

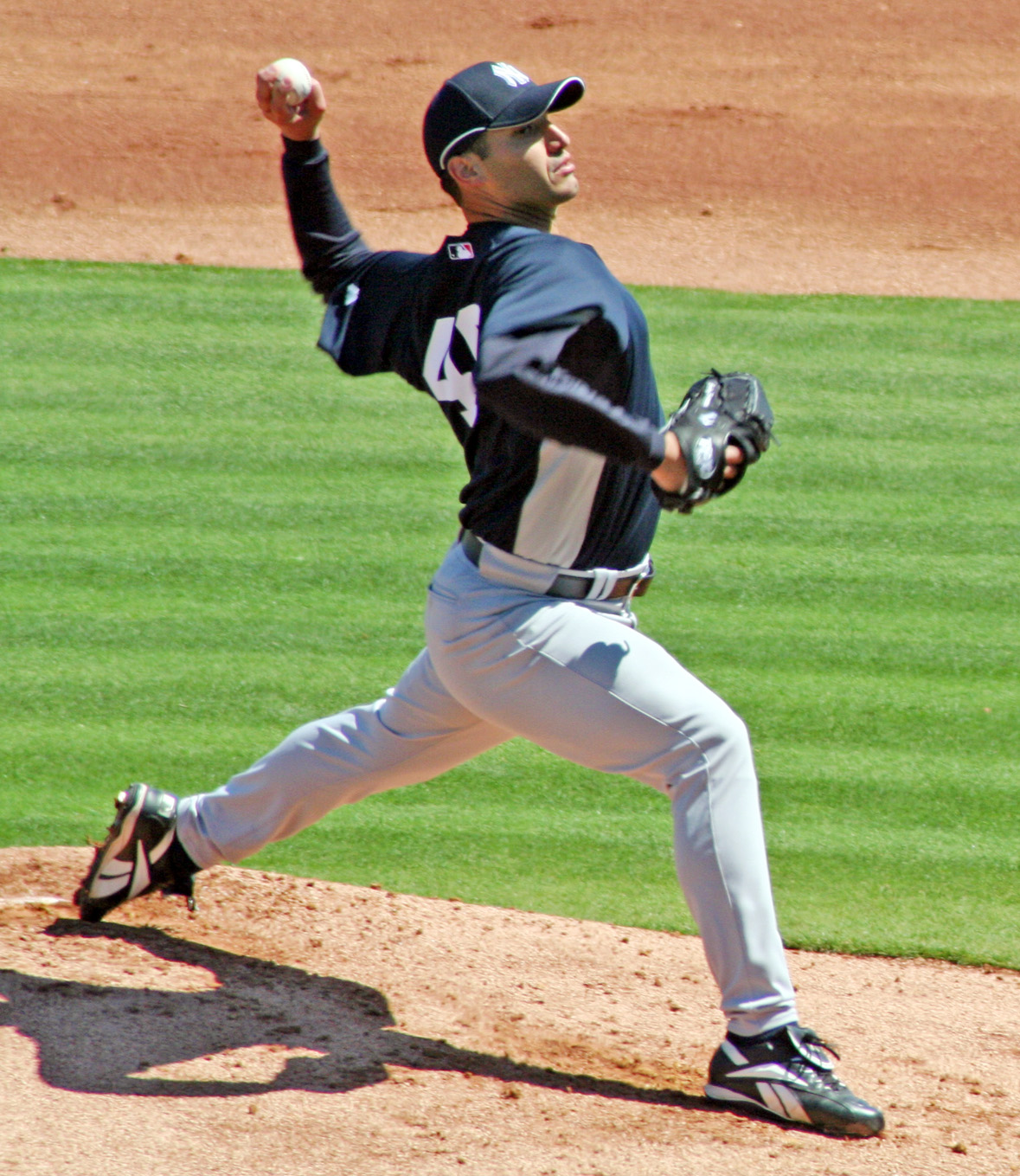
2007年，參加春訓的派提特。

- 2007年以1年1,600萬美金回到紐約洋基隊。派提特在這一年的球季共獲得15勝，在洋基隊裡，僅次於王建民的19勝。
- 2008年9月21日，為老洋基體育場的最後一場比賽，對手為巴爾的摩金鶯隊，由派提特主投最後一場比賽的先發，主投5局失3分，最後以7：3拿下勝投，為老洋基球場劃下完美的句點。
- 2008年派提特同樣以1,600萬美金續留紐約洋基。但這1年派提特拿下14勝14敗，個人職業生涯最多敗的1年，防禦率4.54次差的成績，使得季後紐約洋基只願意以1年1,000萬美金和派提特續約，但派提特的經紀人堅持不能少於1,600萬美金，使雙方談判一度陷入僵局。最後在2009年1月26日紐約洋基和派提特達成以1年550萬美金，加上650萬的激勵獎金，總值1,200萬美金的合約達成協議。
- 2009年派提特和C.C.沙巴西亞、A·J·柏奈特、王建民及張伯倫組成洋基的5大先發。[3]
- 2009年8月27日在紐約洋基主場對上德州遊騎兵拿下該季第11勝，也是佩提特生涯替洋基貢獻的第189場勝利，與Lefty Gomez並列隊史第3。
- 2009年9月1日派提特在巴爾的摩金鶯主場主投8局，前六局演出完全比賽，拿下該季第12勝，同時是生涯替洋基貢獻的第190場勝利，超越Lefty Gomez排名隊史第3。
- 2009年9月28日，派提特在主場面對波士頓紅襪隊，主投6局失2分，以4：2拿下勝投，並帶領球隊以100勝拿下分區冠軍，這也是派提特生涯對紅襪隊的第18勝，在當時是現役擊敗紅襪隊最多次的球員[4]。11月19日，派提特申請成為自由球員[5]。12月9日，派提特和洋基簽下1年1,175萬美金的合約，2010年繼續成為洋基的先發輪值投手[6]。

#### 引退及復出
2011年2月5日，派提特在洋基球場宣布退休，結束了16年在大聯盟的生涯，生涯240勝138敗，防禦率3.88，季後賽42場先發、投263局、19勝10負，防禦率3.83，為大聯盟最多季後賽勝投投手。
2012年3月16日，派提特突然宣佈他決定復出，已經與老東家洋基簽下小聯盟合約，重返大聯盟投手丘，在21日到春訓營報到，如果他能夠搶進大聯盟名單，則將獲得1年250萬美元的大聯盟合約，合約中沒有任何激勵獎金條款。他說：「投球的渴望回來了，去年我沒有這種決心，我不知道是因為休息1年的關係，我投球的渴望就是回來了」。洋基總經理布萊恩·凱許曼表示，派提特的定位依舊在先發投手，儘管他不認為派提特能在大聯盟春訓結束時就能做好準備，但派提特本人表示，他或許只要多留在佛羅里達州2、3週就能重返大聯盟。凱許曼說：「我們就這照這樣走，看看會有什麼結果。這讓我們變成更好的球隊，讓我們陣容更有深度，有更好的選擇嗎？是的」。去年2月宣布退休時，派提特表示自己沒有全心想要繼續投球，而現在他說：「當大家問我我會不會復出時，我猜我大概因為怕丟臉所以不會吧，因為我已經退休了。這真的就是我過去3、4天的情況，我對自己要復出覺得很不好意思。但隨後我想，我還能怎樣？情況已經改變了，我不想要10年後回想起來才說，天啊，我希望我有那樣做」。派提特表示，復出的決定得到家人的全力支持：「如果不是因為我的妻子覺得可以，我絕對不會這樣做。我的家人百分之百支持我這個決定。」他也說，他有自信回到過去的狀態：「除非我覺得我可以回到過去的狀態，否則我不會這樣做」。
2013年6月9日，派提特先發繳出7+1⁄3局、3安打、6次三振與無四死球的內容，率洋基隊以3比1擊敗西雅圖水手，同時拿下生涯第250勝，為史上第47位達成此紀錄者。
7月2日，洋基對明尼蘇達雙城，派提特主投5局，被擊出6隻安打，責失4分，2次三振。他將洋基生涯的三振數推進至1,958次，成為洋基隊史上投出最多三振的投手。
2013年9月，派提特宣布在球季結束後再度退休。9月29日，洋基對休士頓太空人，出身德州的派提特，在第2戰先發。在他生涯最後一場先發比賽中，派提特完投9局，在四局上半被太空人打者荷西·奧圖維敲出安打後，克里斯·卡特的滾地球護送回來，僅失去一分，取得完投勝。這是派提特自2006年球季之後首場完投勝。

## 技術特點
派提特的投球風格多樣，擅長使用四縫線速球、卡特球、曲球、伸卡球，對右打者則會投變速球和滑球。他的決勝球是時速84-88英里的卡特球，對右打者有良好的內角位移，經常迫使打者擊出滾地球，製造出雙殺的機會。他在2011年首次退役前，速球速度可達92英里，曲球約為74-76英里，末期他的速球速度則已經低於90英里。安迪·派提特的控球力出色，能將變化球精準投向邊角，使他在投手丘上具備競爭力。
作為左投手，安迪·派提特的牽制技術堪稱一流。他的投球姿勢看似從容，但牽制動作極為迅速，達到大聯盟頂尖水準。在統計期間，他累積了MLB最多的牽制成功。此外，他在季後賽表現優異，累積19場勝投，單獨位列歷史第一。

## 評價

### 季後賽的表現
派提特大聯盟征戰15年，從洋基90年來王朝開始，共有12年季後賽經驗(1995–2003, 2005, 2007, 2009)，因此獲得極大成就：共拿下19勝為史上第1，而先發40場、投249局、3.90防禦率，三振164次，也因此獲得總教練的信任。2009年10月25日，派提特於主場先發面對洛杉磯天使隊，主投6+1⁄3局失1分，最後幫助球隊以5：2擊敗天使隊，拿下美聯冠軍，而自己生涯季後賽累積16勝，正式超越約翰·史摩茲，成為大聯盟季後賽最多勝的投手，生涯共累積19勝9敗的成績。2009年派提特在季後賽的三輪比賽都主投最後一場比賽，而且都順利拿下勝投，幫助球隊晉級和拿下冠軍，是目前所有選手中，主投關門比賽最多的選手。

## 事件及爭議
- 2007年，美國大聯盟提出禁藥調查報告。派提特承認在2002年曾使用過人類生長激素，在接受參議院與法院傳喚時，坦承聽過羅傑·克萊門斯向他承認使用禁藥。

## 生涯成績
| 年度 | 球隊         | 防禦率 | 投球局數  | 勝場 | 敗場 | 救援成功 | 出場數 | 奪三振 | 四死  | 完投 | 完封 | 被安打 | 被全壘打 | WHIP |
| 1995 | 紐約洋基     | 4.17   | 175       | 12   | 9    | 0        | 31     | 114    | 63    | 3    | 0    | 183    | 15       | 1.41 |
| 1996 | 紐約洋基     | 3.87   | 221       | 21   | 8    | 0        | 35     | 162    | 72    | 2    | 0    | 229    | 23       | 1.36 |
| 1997 | 紐約洋基     | 2.88   | 240+1⁄3   | 18   | 7    | 0        | 35     | 166    | 65    | 4    | 1    | 233    | 7        | 1.24 |
| 1998 | 紐約洋基     | 4.24   | 216+1⁄3   | 16   | 11   | 0        | 33     | 146    | 87    | 5    | 0    | 226    | 20       | 1.45 |
| 1999 | 紐約洋基     | 4.70   | 191+2⁄3   | 14   | 11   | 0        | 31     | 121    | 89    | 0    | 0    | 216    | 20       | 1.59 |
| 2000 | 紐約洋基     | 4.35   | 204+2⁄3   | 19   | 9    | 0        | 32     | 125    | 80    | 3    | 1    | 219    | 17       | 1.46 |
| 2001 | 紐約洋基     | 3.99   | 200+2⁄3   | 15   | 10   | 0        | 31     | 164    | 41    | 2    | 0    | 224    | 14       | 1.32 |
| 2002 | 紐約洋基     | 3.27   | 134+2⁄3   | 13   | 5    | 0        | 22     | 97     | 32    | 3    | 1    | 144    | 6        | 1.31 |
| 2003 | 紐約洋基     | 4.02   | 208+1⁄3   | 21   | 8    | 0        | 33     | 180    | 50    | 1    | 0    | 227    | 21       | 1.33 |
| 2004 | 休士頓太空人 | 3.90   | 83        | 6    | 4    | 0        | 15     | 79     | 31    | 0    | 0    | 71     | 8        | 1.23 |
| 2005 | 休士頓太空人 | 2.39   | 222+1⁄3   | 17   | 9    | 0        | 33     | 171    | 41    | 0    | 0    | 188    | 17       | 1.03 |
| 2006 | 休士頓太空人 | 4.20   | 214+1⁄3   | 14   | 13   | 0        | 36     | 178    | 70    | 2    | 1    | 238    | 27       | 1.44 |
| 2007 | 紐約洋基     | 4.05   | 215+1⁄3   | 15   | 9    | 0        | 36     | 141    | 69    | 0    | 0    | 238    | 16       | 1.43 |
| 2008 | 紐約洋基     | 4.54   | 204       | 14   | 14   | 0        | 33     | 158    | 55    | 0    | 0    | 233    | 19       | 1.41 |
| 2009 | 紐約洋基     | 4.16   | 194+2⁄3   | 14   | 8    | 0        | 32     | 148    | 76    | 0    | 0    | 193    | 20       | 1.38 |
| 2010 | 紐約洋基     | 3.28   | 129       | 11   | 3    | 0        | 21     | 101    | 41    | 0    | 0    | 123    | 13       | 1.27 |
| 2012 | 紐約洋基     | 2.87   | 75+1⁄3    | 5    | 4    | 0        | 12     | 69     | 21    | 0    | 0    | 65     | 8        | 1.14 |
| 2013 | 紐約洋基     | 3.71   | 185+1⁄3   | 11   | 11   | 0        | 30     | 128    | 48    | 0    | 0    | 198    | 17       | 1.33 |
| 合計 | 18年         | 3.85   | 3,316+1⁄3 | 256  | 153  | 0        | 531    | 2,448  | 1,031 | 26   | 4    | 3,448  | 288      | 1.35 |

### 特殊成就
- 1次美國聯盟勝投王：1996年
- 3次美國職棒明星賽：1996年、2001年、2010年
- 1次美國聯盟冠軍賽最有價值球員：2003年
- 5次世界大賽冠軍：1996年、1998年、1999年、2000年、2009年（紐約洋基隊）
- 洋基隊退休背號：46號，2015年8月24日在洋基主場高掛球衣

## 軼事
- 派提特的投球風格和心態深受他的兒時英雄克萊門斯的影響。自1999年克萊門斯轉隊至洋基後，安迪·派提特便將其視為師，並與他一同訓練。當克萊門斯宣布復出並轉隊至太空人時，據說安迪·派提特的勸說起了關鍵作用。

## 外部連結
- 球員資訊和成績在MLB ，ESPN ，Retrosheet ，Baseball Reference ，Baseball Reference (Minors) ，Fangraphs ，The Baseball Cube （英文）

| 前任： 麥克·穆西納 | 美國職棒大聯盟勝投王 1996年 | 繼任： 羅傑·克萊門斯 |